# Великий баньян

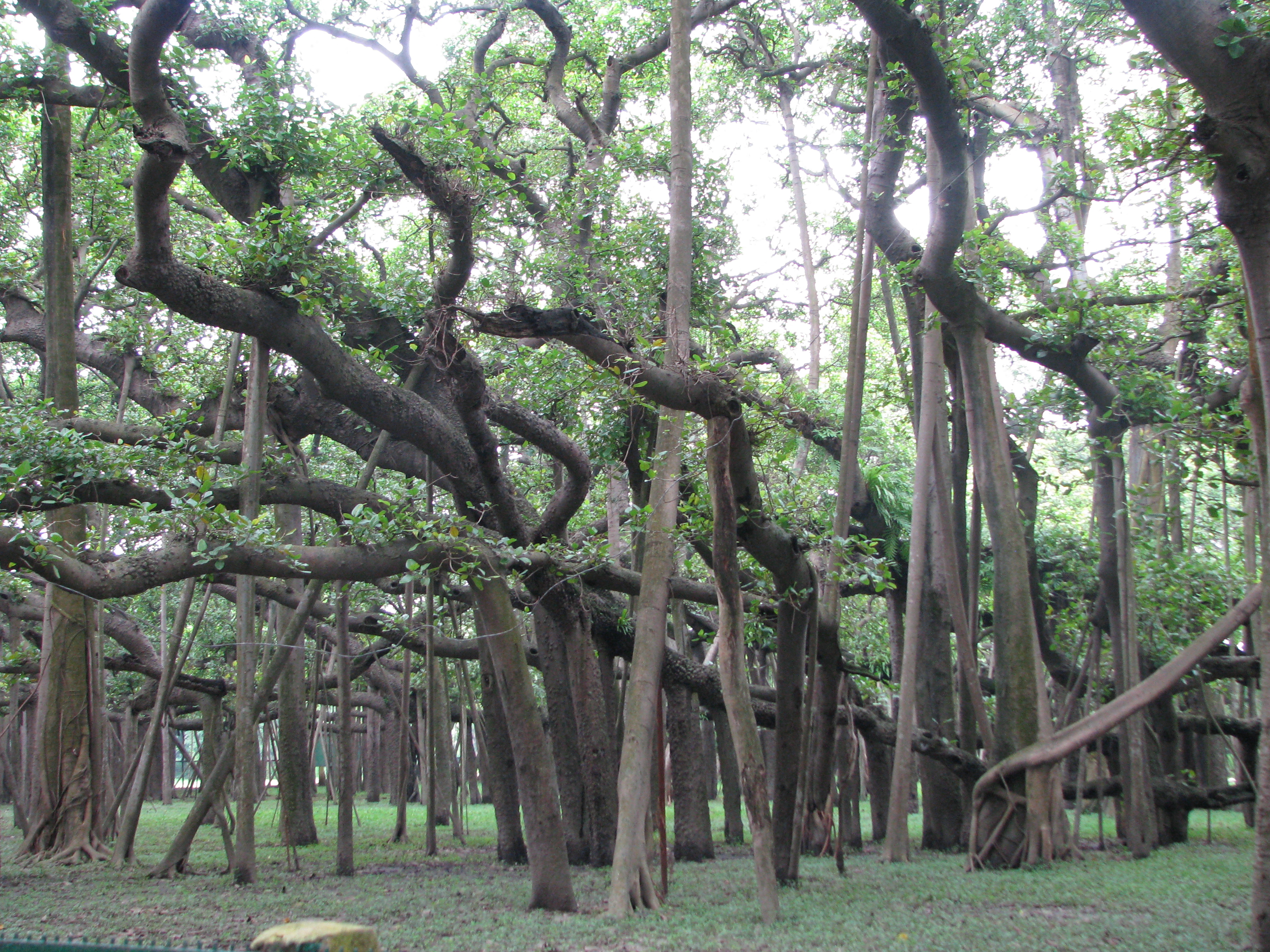
Великий баньян

Великий баньян — дерево с самой большой в мире площадью кроны. Находится в Индийском ботаническом саду в Хауре.
Великий баньян представляет собой Фикус бенгальский (лат. Fícus benghalénsis) семейства Тутовые, плоды небольшие и несъедобные, при созревании красного цвета.
Возраст Великого баньяна составляет 200—250 лет, дерево является одним из крупнейшим известных баньянов. История дерева с самого начала не прослеживается, имеется лишь несколько записей, датируемых XIX веком. Во время ураганов 1884 и 1886 годов были повреждены некоторые из основных отростков, и дерево оказалось разделено на две части. После удара молнии в 1925 году произошло расщепление главного ствола, вследствие чего ствол пришлось вырезать. После этого баньян стал считаться клональной колонией, а не одним деревом, как раньше.
Благодаря большому количеству воздушных корней, Великий баньян больше похож на рощу, чем на отдельное дерево. Вокруг баньяна проложена дорожка протяжённостью 330 метров, но дерево продолжает разрастаться за её пределы. Крона дерева имеет длину окружности около 350 метров, наибольшая высота достигает 25 метров. Площадь дерева составляет примерно 1,5 га. В настоящее время Великий баньян имеет 3280 воздушных корней, доходящих до земли.

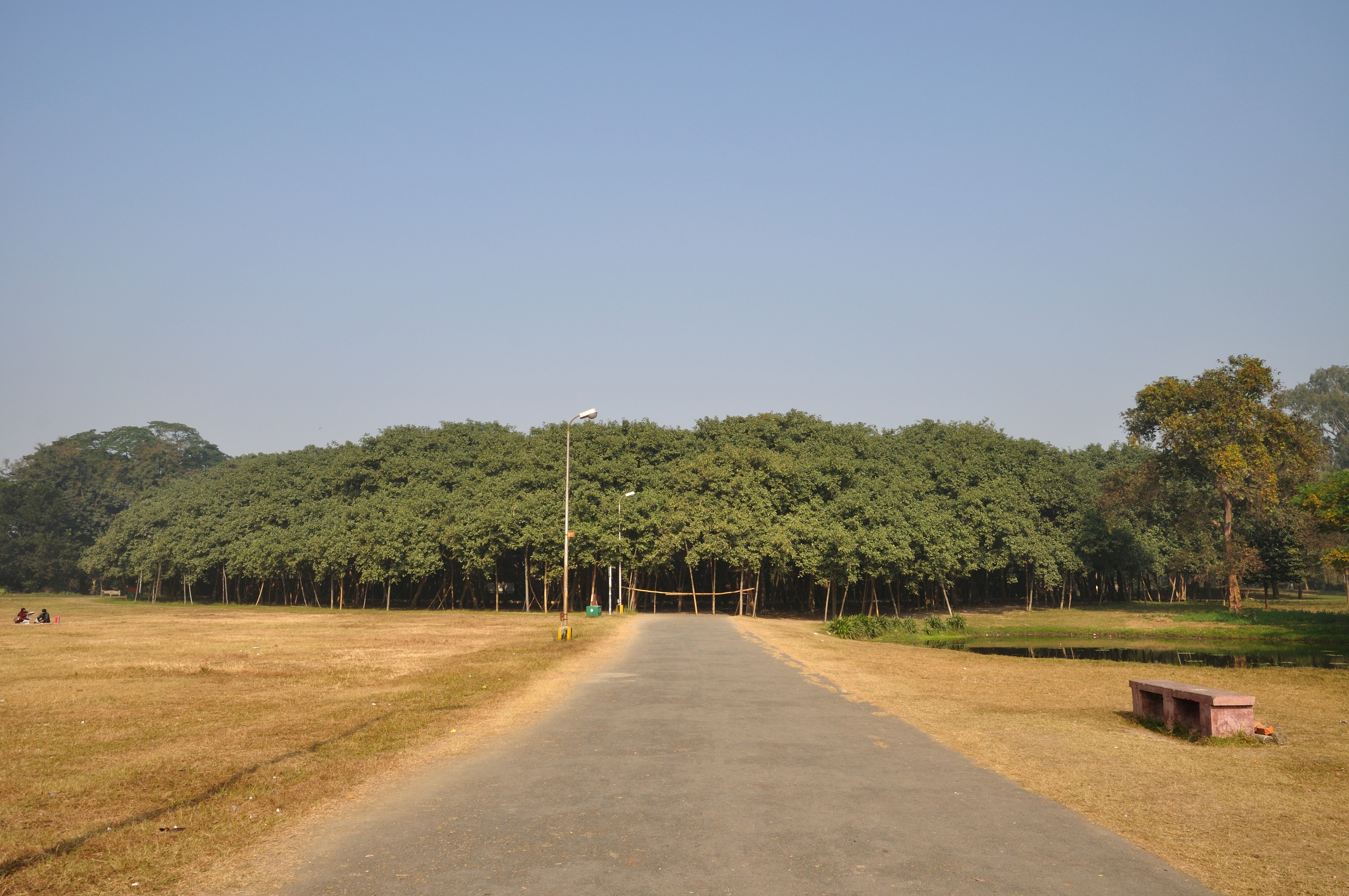
Это не лес, а одно дерево — баньян
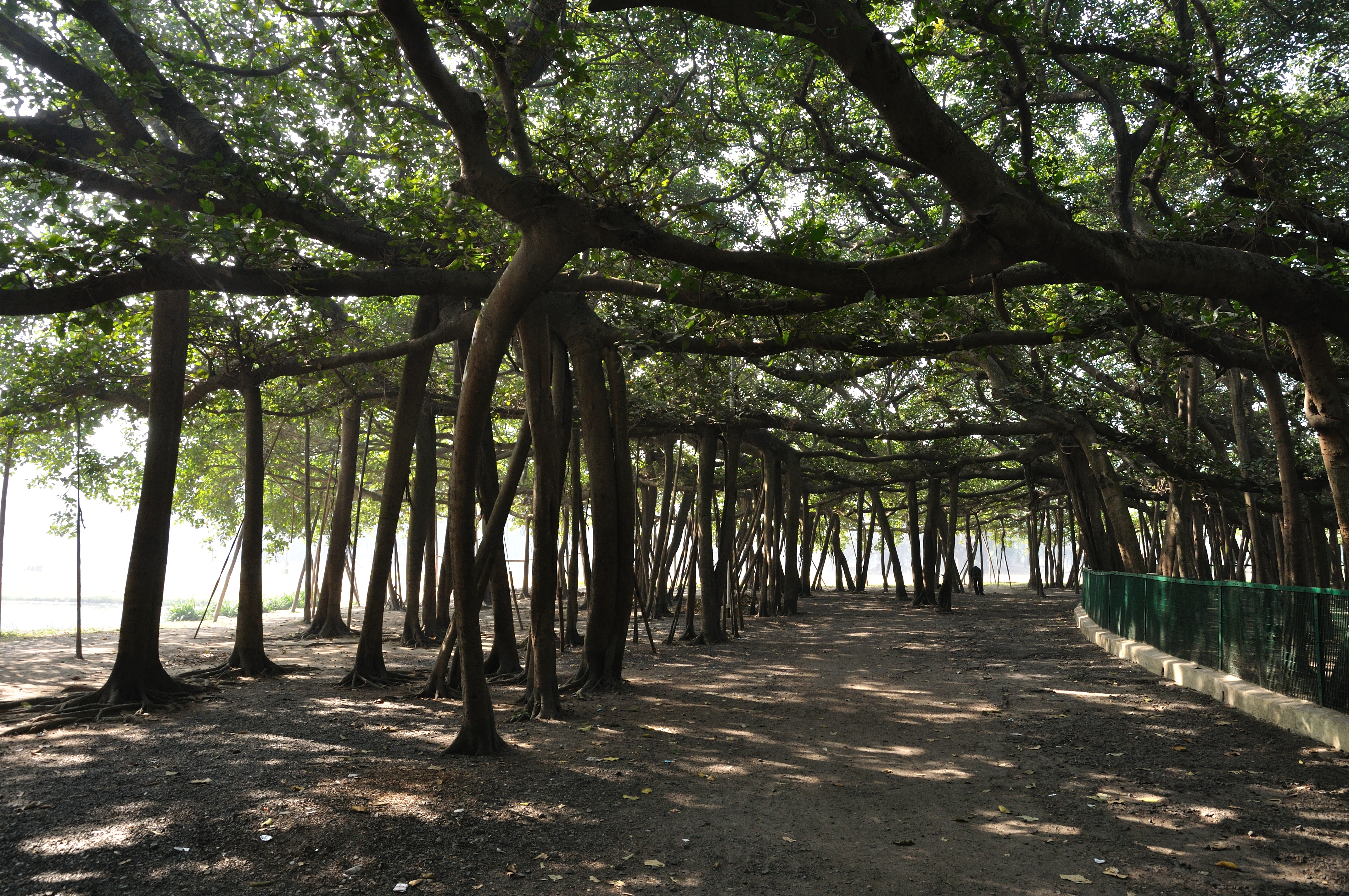
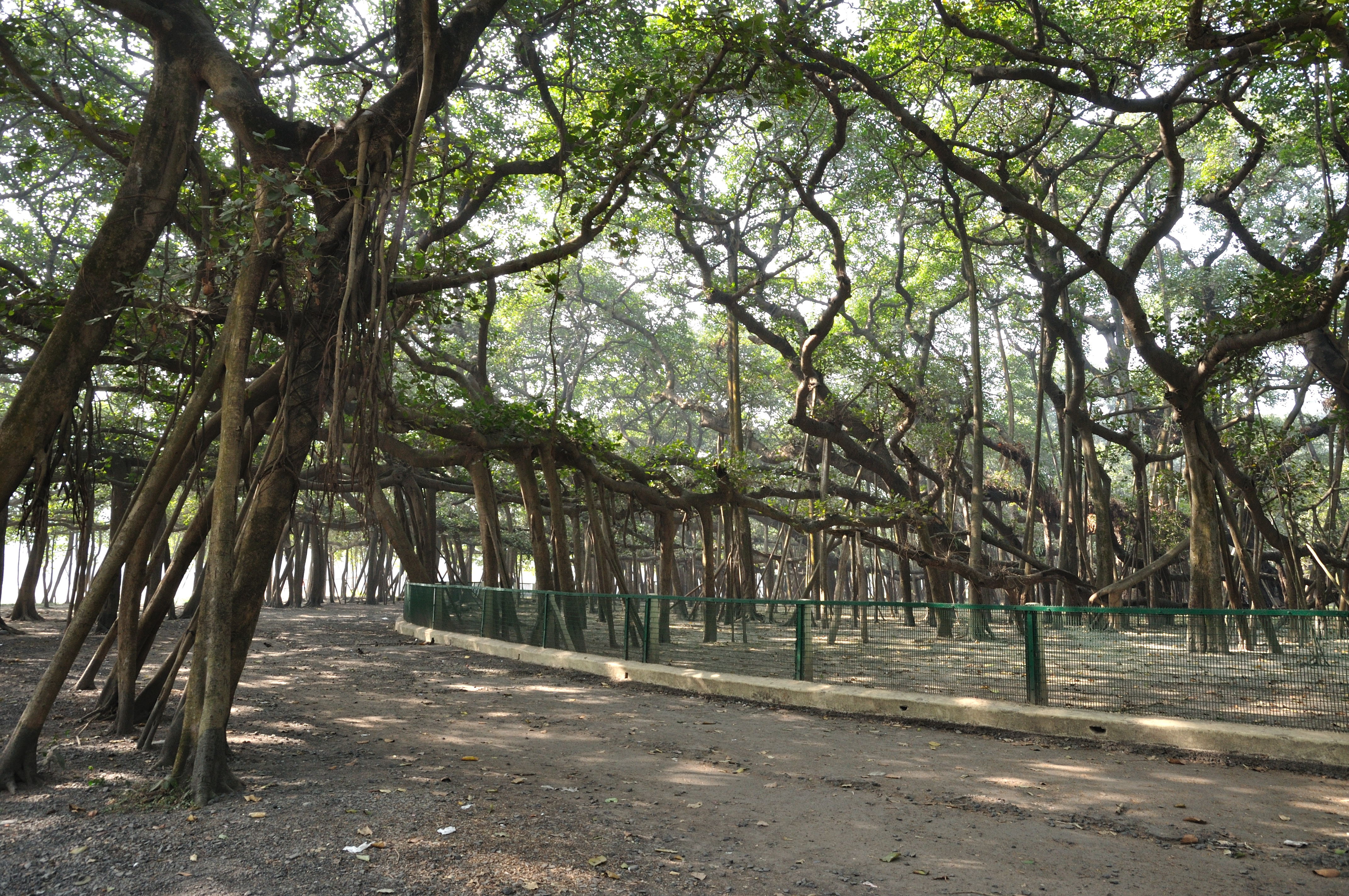
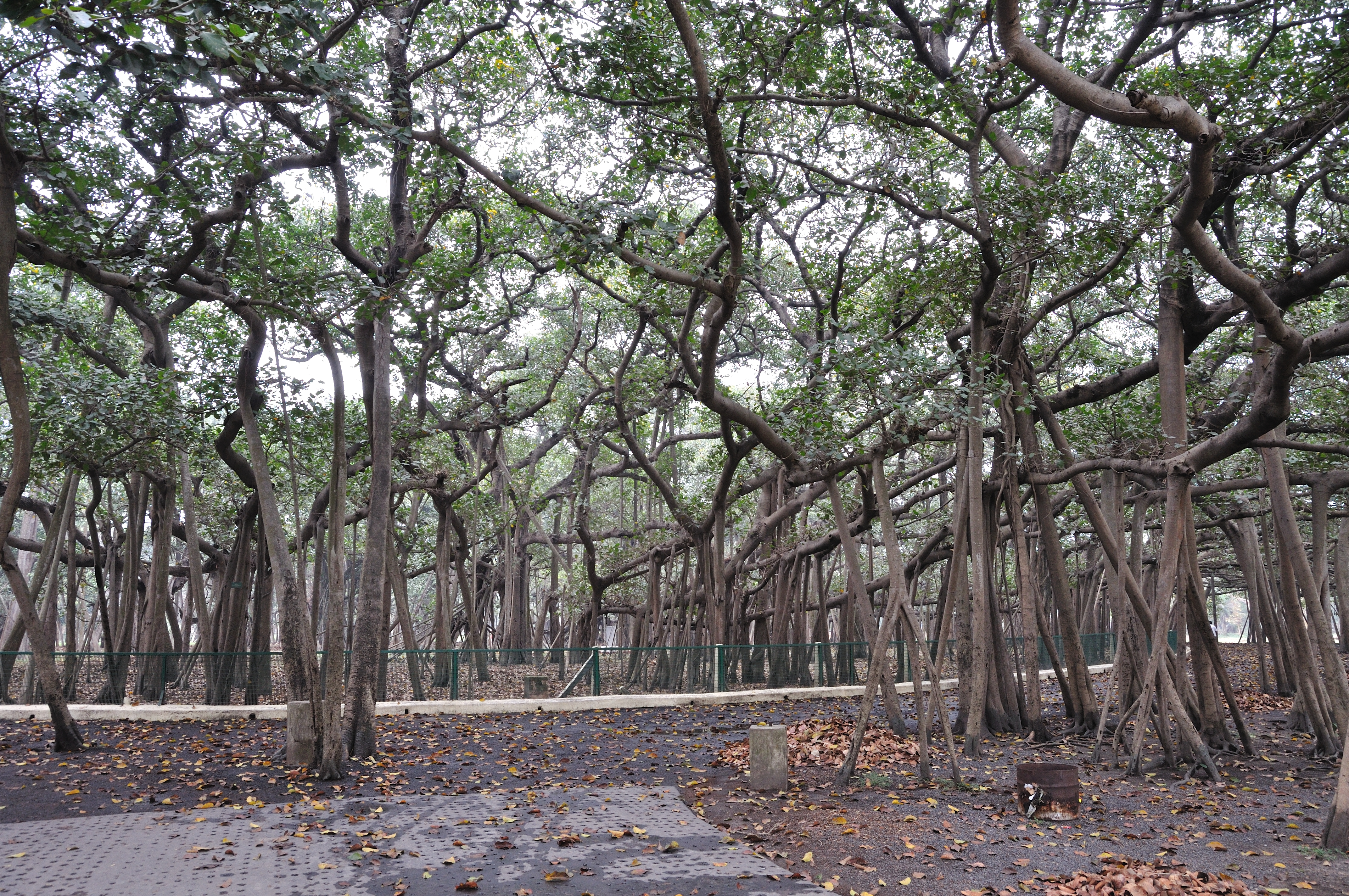
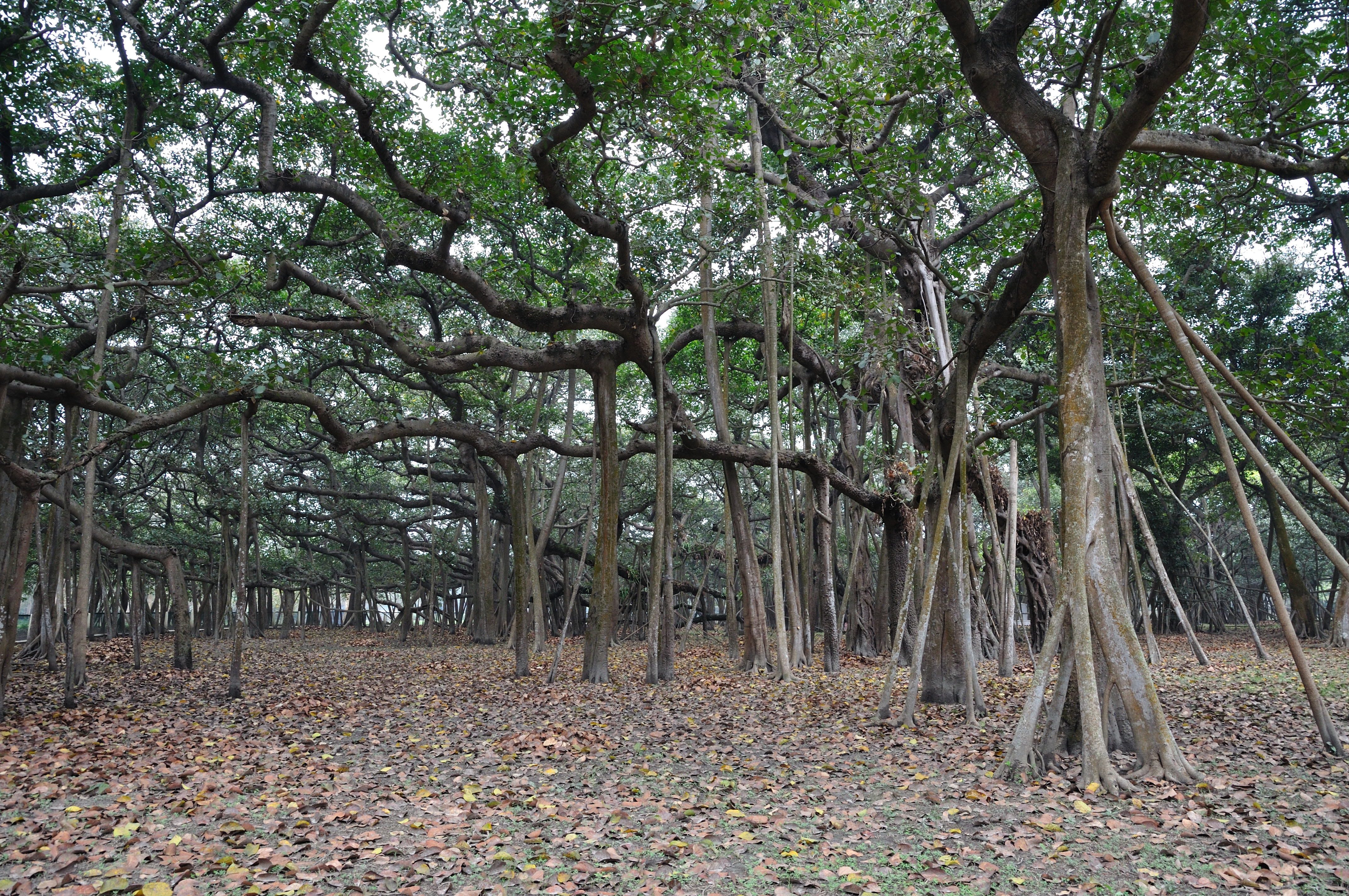